# The Wettest Stories Ever Told
The Wettest Stories Ever Told, llamado Las historias más húmedas jamás contadas en España y Las historias más mojadas jamás contadas en Hispanoamérica, es un episodio perteneciente a la decimoséptima temporada de la serie animada Los Simpson, emitido originalmente el 23 de abril de 2006 y el 12 de noviembre de 2006 en Hispanoamérica. El episodio fue escrito por Jeff Westbrook y dirigido por Mike B. Anderson. En este episodio se relatan tres historias con un tema marino: el viaje del Mayflower a América y parodias a Motín a Bordo y La Aventura del Poseidón.

## Sinopsis
Todo comienza cuando, durante una cena en el Holandés Cocinante, los Simpson se ponen a relatar tres historias cuyo tema es la náutica. Lisa cuenta el viaje del Mayflower, Bart sobre un motín ocurrido en un viaje a Tahití, y Homer sobre el hundimiento del crucero Poseidón.

### Historia de Lisa (Viaje en el Mayflower)
Marge, Bart, y Lisa suben a bordo del Mayflower para conocer el nuevo mundo y, cuando lo hacen, Homer corre hacia ellos y se esconde en un barril. Luego, ven a la policía buscándolo (ya que había cometido el "crimen" de cuestionar por qué la era en la que vivían se llamaba Jacobina si su rey no se llamaba Jacobo), y sienten pena por él. Marge inmediatamente se hace amiga de Homer, pero a Moe le gustaba Marge (incluso, había matado a su esposo) y se siente celoso al instante de su amistad. Para sacar a Homer del camino, Moe lo lleva al almacén del barco, en donde se guardaba toda la cerveza, y le dice que beba cada vez que una ola golpee el barco. Homer se emborracha, y el capitán Flandish (Ned Flanders) y el Reverendo Lovejoy lo encuentran celebrando una fiesta, junto con otros pasajeros. Moe culpa a Homer de lo ocurrido, y todos lo encierran en un cuarto. Entonces, se desencadena una tormenta, y Flandish se desmaya luego de un golpe. Homer dice que puede manejarse mejor cuando está ebrio y, mientras bebe una botella de vino, encerrado y sin camisa, lidera al barco para que pase la tormenta. Él y Marge siguen juntos, y toda la tripulación llega al Nuevo Mundo. Cuando los exploradores llegan a tierra, celebran el primer día de acción de gracias junto a los indígenas pero Flandish les dice que a cambio, saquerán sus tierras y las explotarán.

### Historia de Bart (Motín en el Bounty)
El HMS Bounty zarpa desde Inglaterra en 1789, comandado por el capitán Bligh (Skinner). Durante los primeros 718 días de viaje, Bligh maltrata severamente a su tripulación, y destruye su correo. Willie le previene de un motín si maltrata demasiado a los tripulantes, pero Bligh le ignora. Pronto llegan a Tahití, en donde la tripulación lo pasa muy bien, hasta que llega el momento de irse. Todos querían quedarse en Tahití, pero el capitán Bligh les dice que lo olviden y luego les obliga a cantar "Row, Row, Row Your Boat" ("Mueve, mueve, mueve tu bote") mientras trabajan. Finalmente, el primer Bart Cristiano Oficial, quien estaba muy enfadado con el capitán, lidera un motín con la ayuda de la tripulación y sacan a Bligh y a Willie del barco en un bote salvavidas. Bligh sigue maltratando a Willie, pensando que este es un débil cobarde. Como respuesta, Willie obliga a Bligh a salir del bote salvavidas (probando que no es un cobarde) y se aleja de él, mientras Bligh sube a una tortuga marina, la cual se sumerge en el mar. Bart, ahora como el nuevo capitán del Bounty, le ordena a la tripulación viajar a Tahití... pero luego arranca la rueda del barco, la arroja por la borda y terminan estrellándose en la Antártida.

### Historia de Homer (La aventura del Neptuno)
La historia de Homer se desarrolla en el lujoso transatlántico Neptuno, en la víspera de Año Nuevo, durante los años 70, y es una parodia de La aventura del Poseidón. A medianoche, el capitán Burns falla al tratar de informar sobre una descomunal ola masiva, la cual golpea al barco, matándolo a él, a su asistente el Primer oficial Waylon Smithers y provocando el hundimiento del barco. Muchísima gente muere. Liderados por Selma, los sobrevivientes Homer, Bart, Lisa, Marge, Lenny, Carl, Jeff Albertson, un anciano y su esposa, y Mel ignoran la advertencia del azafato Wiggum de quedarse en el salón principal del barco, y deciden trepar por la cubierta hacia la sala de máquinas. Mientras trepan por el barco, Lenny entra en pánico y se arroja al agua, muriendo. Luego, el grupo ve que las habitaciones están incendiadas, con tigres, y con Homer en el baño. Jeff Albertson nada hacia la cubierta, inundada, para ayudar a los demás a llegar a la sala de máquinas, pero sufre un ataque cardíaco y muere. El grupo logra llegar a la sala de máquinas, pero el cabello de Mel comienza a incendiarse por una luz de bengala proveniente del equipo de rescate, tras lo cual cae al suelo, inconsciente. El resto del grupo original logra escapar del barco, y encuentran a los esqueletos andantes de la tripulación del Bounty, quienes aún trataban de llegar a Tahití.